# Карл Корш
Карл Корш (нім. Karl Korsch; 15 серпня 1886, Тоштедт — 21 жовтня 1961, Белмонт, штат Массачусетс) — німецький революціонер, теоретик марксизму, один з основоположників «західного марксизму».

## Життєпис
Виходець із родини «середнього класу», Корш вивчав право, економіку та філософію в Йєні, Берліні та Женеві. Здобувши ступень доктора права, 1912-1914 рр. він провів в Анґлії, де вдосконалював своє знання анґлійської мови та міжнародного права. Перша світова війна (1914-1918) повернула його до Німеччини. Чотири роки він служив в армії, був на фронті, але зброю до рук не брав. По закінченню війни Корш вступив до лав Незалежної Соціял-Демократичної Партії Німеччини. Після злиття незалежних соціял-демократів і німецької компартії 1921 року Корш став комуністом і представляв компартію у Тюрінґському парляменті. У 1924-1928 був депутатом Німецького Райхстаґу.
У першій половині 1920-х Корш багато писав на політичні й теоретечні теми, виступаючи аґітатором робітного руху, працював редактором теоретичного орґану компартії «Інтернаціонал». 1923 року вийшла його найвідоміша книжка «Марксизм і філософія». Коршове невдоволення чимдалі більшим опортунізмом III (Комуністичного) Інтернаціоналу призвело до конфлікту, що 1926 року закінчився виключенням з партії. З 1928 Корш співпрацював з невеличкими лівими ґрупами, продовжував писати, їздив з лєкціями по Європі, підготував нове видання 1-го тому Марксового «Капіталу» з власною передмовою.
З приходом до влади Гітлера Корш був змушений покинути Німеччину, переїхавши спочатку до Англії, потім до Данії, а згодом до США. В Англії він написав книжку «Карл Маркс», що вийшла 1938 року в серії, присвяченій сучасним соціолоґам. В США Корш викладав і поглиблював знання Марксової теорії, що під кінець життя призвело його до переконання у необхідності подолати марксизм. Останні роки життя були захмарені важкою психічною хворобою.

## Ідейна спадщина

### «Марксизм і філософія»
Нарис «Марксизм і філософія» є найвагомішим внеском Корша у розвиток революційної теорії. В ньому він заявляв про необхідність переосмислити весь розвиток марксизму, починаючи від німецької ідеалістичної філософії, як продукту конкретної історичної епохи.
За Коршем, марксизм пережив три великі етапи: народження як філософська система (1843-1848); розпад на політекономію, політику й ідеолоґію (1848-1900); перетворення на «науковий соціялізм» без безпосереднього зв’язку з політичною боротьбою (після 1900). Корш виступив проти представлення історичного матеріялізму як «позитивної науки», що її не обов’язково пов’язувати з боротьбою пролєтаріяту і що з неї — для цілей «об’єктивного дослідження» — можна вилучити найважливішу її складову — клясову боротьбу. Попри протиставлення «наукового соціялізму» «утопічному соціалізму», що закріпилося у II (Соціялістичному) Інтернаціоналі, марксизм не є наукою в буржуазному розумінні цього слова. Марксова система покликана не збагатити буржуазну філософію, історію чи соціолоґію новими відкриттями, а критикувати буржуазну теорію і практику з метою викриття їх невідповідності одна одній і пошуку шляхів радикальної зміни матеріяльних умов життя та суспільних відносин.
Це не означає, що філософією взагалі та філософскою складовою марксизму зокрема треба нехтувати. Навпаки — зміна світу є і теоретичною і практичною. Боротьба проти буржуазного суспільства є також і філософською боротьбою. Проте вона — аби грати свою важливу ролю — не повинна відокремлюватися від практики перетворення світу.

### Марксизм як ідеолоґія
Коршева переоцінка відносин між марксизмом і філософією «виросла» не з абстрактного інтересу до філософії, але стала теоретичним продовженням нового революційного руху, започаткованого війною та революцією. Революційний рух в Європі, що розпочався з Російської революцією, бачив себе продовжувачем «автентичного» марксизму. Революційний рух боровся під гаслом «Вся влада радам!», що виражало волю клясово свідомого пролєтаріяту покласти край капіталістичному суспільству. Навіть якщо в Росії між ідеєю рад і її практичним втіленням, писав Корш в «Історії марксистської ідеолоґії в Росії» (1932), з самого початку утворилася прірва, це ще не означає, що слід ухилятися від революційних рішень в економічно недозрілих країнах, якщо політично вони до таких рішень дозріли. Адже якби пролєтарська революція перемогла на Заході, вона могла би створити умови для соціялістичного розвитку в нерозвинених країнах.
Одначе 1921 року європейська революційна хвиля почала вщухати, і контрреволюції на Заході судилося вплинути на характер Російської революції та сприяти її переродженню на один з елєментів міжнародної контрреволюції. За іронією історії більшовицький режим зміг втриматися при владі тільки через втілення того, що він ідеолоґічно заперечував, — через розвиток капіталістичного способу виробництва. Оскільки такий розвиток не був метою більшовиків від самого початку, революційна мета тепер набувала вигляду ідеолоґічної цілі, відокремленої від економічної дійсности. Що в инших країнах здійснила буржуазія, себто нагромадила капітал шляхом «первісної акумуляції» й експлоатації пролєтаріяту, тепер випало зробити російським марксистам. Що це здійснювали без відмови від марксистської ідеолоґії, не має, вважав Корш, нікого дивувати, адже і за капіталізму пануюча ідеолоґія не відображає дійсного стану речей, а тільки маскує їх. В тому власне функція ідеолоґії — покривати та виправдовувати неприйнятну суспільну практику; ось чому ще Маркс і Енґельс називали ідеолоґію «хибною свідомістю».

### Марксистська критика марксизму
Той факт, що «ортодоксальний марксизм» міг слугувати капіталістичній революції, за Коршем, свідчить за те, що і марксизм — у тому вигляді, як його розвивали Маркс і Енґельс —  не зміг звільнитися від своєї буржуазної спадковости. Саме те, що в марксистській теорії і практиці часто виглядало як антибуржуазне, виявилося таким, що його легко пристосувати до капіталістичного способу виробництва. Шлях до соціалізму привів до капіталізму нового типу («державного капіталізму»). В цьому пункті критика Коршем «ортодоксії» перейшла у критику самого марксизму. На противагу тим, хто в такій ситуації квапився відмовитися від марксизму, Корш зазначав, що Марксів аналіз капіталістичного суспільства зберігає свою цінність, адже жодна із суспільних проблем, що турбували світ за Маркса, не зникла. Не зник і пролетаріат — його чисельність навпаки зростає по всій планеті слідом за капіталістичною індустріалізацією раніше нерозвинених країн. Якщо у марксистській теорії є якісь упущення чи якщо марксизм сьогодні зазнає поразки як суспільний рух, цей неуспіх вимагає не відмови від марксизму, а марксистської критики марксизму.

## Основні твори
- Що таке соціялізація? (Was ist Sozialisierung?, 1919)
- Марксистська діялєктика (Die Marxsche Dialektik, 1923)
- Марксизм і філософія (Marxismus und Philosophie, 1923)
- Про матеріялістичну діялєктику (Über materialistische Dialektik, 1924)
- Лєнін і Комінтерн (Lenin und die Komintern, 1924)
- 10 років клясової боротьби в Совітській Росії (10 Jahre Klassenkämpfe in Sowjetrussland, 1927)
- До історії марксистської ідеолоґії в Росії (Zur Geschichte der marxistischen Ideologie in Russland, 1932)
- Переосмислення головних принципів марксизму (Leading Principles of Marxism: A Restatement, 1937)
- Карл Маркс (Karl Marx, 1938)
- Робітнича боротьба з фашизмом (The Workers' Fight against Fascism, 1941)
- Недоґматичний підхід до марксизму (A Non-Dogmatic Approach to Marxism, 1946)
- Десять тез про марксизм сьогодні (Ten Theses on Marxism Today, 1950)

### Книжки
- Карл Корш. Марксизм и философия. — Ленинград—Москва: «Книга», 1924.(рос.)
- Роман Тиса. Визволення людини. Нариси з історії суспільної думки XX ст. — Київ: «Вперед», 2023.
- Michael Buckmiller (ed.), Zur Aktualität von Karl Korsch, Frankfurt am Main: Europäische Verlagsanstalt, 1981.(нім.)
- Douglas Kellner (ed.), Karl Korsch: Revolutionary Theory, Austin: University of Texas Press, 1977.(англ.)
- Karl Korsch, Gesamtausgabe, 9 Bde. Hannover: Offizin Vlg., 1980-2001.(нім.)
- Karl Korsch, Karl Marx, London: Chapman & Hall, New York: John Wiley & Sons, 1938.(англ.)
- Karl Korsch, Marxismus und Philosophie, C. L. Hirschfield, Leipzig, 1923.(нім.)
- Karl Korsch, Three Essays on Marxism, New York: Monthly Review Press, 1971.(англ.)
- Giuseppe Vacca, Lukács o Korsch? (Dissensi, 25), De Donato, Bari 1969.(італ.)
- Wolfgang Zimmermann, Korsch zur Einführung, Hannover: Soak, 1978.(нім.)

### Статті
- Р. Тиса. Корш Карл // Історія політичної думки: навч. енцикл. словник-довідник для студентів вищих навч. закл / за наук. ред Н. М. Хоми. — Львів: Новий Світ-2000, 2014. — С. 334.
- Richard Albrecht, "Die Kritik von Korsch an Pannoekoek", in Das Argument, Jg. 14, Nr. 74, 1972, S. 586–625.(нім.)
- Michael Buckmiller, "Marxismus als Realität. Zur Rekonstruktion der theoretischen und politischen Entwicklung von Karl Korsch", in Claudio Pozzoli (hrsg.), Jahrbuch Arbeiterbewegung, Band 1: Über Karl Korsch, Fischer, Frankfurt am Main 1973, S. 15–85.(нім.)
- Heinz Brüggemann, "Bert Brecht und Karl Korsch, Fragen nach Lebendigem und Totem im Marxismus", in Jahrbuch Arbeiterbewegung, Band 1, S. 177–188.(нім.)
- Karl Korsch, "Leading Principles of Marxism: A Restatement", in Marxist Quarterly, vol. 1, no. 3, October-December, 1937, pp 356–378.(англ.)
- Paul Mattick, "The Marxism of Karl Korsch", in Survey, No. 53 (October 1964), pp. 86–97.(англ.)

### Твори Корша
- Марксизм і філософія (1923) [Архівовано 8 жовтня 2015 у Wayback Machine.]
- Естафета марксистської ортодоксії (1937) [Архівовано 7 січня 2012 у Wayback Machine.]
- Марксистська ідеолоґія в Росії (1938) [Архівовано 18 грудня 2013 у Wayback Machine.]
- Фашистська контрреволюція (1940) [Архівовано 5 червня 2020 у Wayback Machine.]
- Війна та революція (1940) [Архівовано 18 грудня 2020 у Wayback Machine.]
- Недоґматичний підхід до марксизму (1946) [Архівовано 7 січня 2012 у Wayback Machine.]
- Десять тез про марксизм сьогодні (1950) [Архівовано 2 грудня 2011 у Wayback Machine.]

### Про нього
- Пауль Маттик. Карл Корш: його внесок у революційний марксизм (1962) [Архівовано 18 грудня 2013 у Wayback Machine.]
- Роман Тиса. Біля витоків «західного марксизму»: Лукач, Корш, Ґрамші (2018) [Архівовано 29 травня 2019 у Wayback Machine.]